# Uwe Seeler
Uwe Seeler, född 5 november 1936 i Hamburg, död 21 juli 2022 i Norderstedt i Schleswig-Holstein, var en tysk professionell fotbollsspelare (anfallare) som spelade för Västtyskland. Han var centertank i klubblaget Hamburger SV och det västtyska landslaget under 1950- och 1960-talen. Han spelade hela sin klubbkarriär i Hamburger SV där han spelade 476 ligamatcher och gjorde 404 ligamål mellan 1953 och 1972.
Seeler blev under sin karriär en mycket folkkär fotbollsspelare och var lagkapten för det västtyska landslaget under VM 1966 och VM 1970. Seeler hade fram till 1998 rekordet i antal VM-matcher. I Hamburg kallas han "Uns Uwe".
Efter den aktiva karriären arbetade Seeler hos Adidas. Han samlade även in pengar till välgörenhet genom sina Uwe-Seeler-Traditionself.

## Meriter
- 72 A-landskamper/43 mål (1954-1970)
- VM-turneringar: 1958, 1962, 1966, 1970
- VM-matcher/mål: 21/9
- VM-silver 1966
- VM-brons 1970

- Tysk mästare 1960
- Tysk cupmästare 1963
- Årets spelare i Västtyskland 1960, 1964, 1970[1]
- Skyttekung i Bundesliga säsongen 1963-64[1]